# サッカーコンゴ民主共和国女子代表
サッカーコンゴ民主共和国女子代表（サッカーコンゴみんしゅきょうわこくじょしだいひょう）は、コンゴ民主共和国サッカー協会連盟(フランス語: Fédération Congolaise de Football Association, 略称：FECOFA)によって編成されるコンゴ民主共和国の女子サッカーナショナルチームである。アフリカサッカー連盟(CAF)に所属している。1998年に代表チームが結成され、アフリカの女子サッカー選手権であるアフリカ女子選手権に出場している。
女子ワールドカップ、オリンピックともに出場はない。

## ワールドカップの成績
- 1991 - 不参加
- 1995 - 不参加
- 1999 - 予選敗退
- 2003 - 予選敗退
- 2007 - 予選敗退
- 2011 - 予選敗退

## オリンピックの成績
- 1996 - 不参加
- 2000 - 予選敗退
- 2004 - 予選敗退
- 2008 - 予選敗退
- 2012 - 予選敗退

## アフリカ女子選手権の成績
| 開催年 | 結果               | 試合     | 勝利     | 引分     | 敗戦     | 得点     | 失点     |
| ------ | ------------------ | -------- | -------- | -------- | -------- | -------- | -------- |
| 1991   | 不参加             | 不参加   | 不参加   | 不参加   | 不参加   | 不参加   | 不参加   |
| 1995   | 不参加             | 不参加   | 不参加   | 不参加   | 不参加   | 不参加   | 不参加   |
| 1998   | 3位                | 5        | 1        | 2        | 2        | 8        | 14       |
| 2000   | 不参加             | 不参加   | 不参加   | 不参加   | 不参加   | 不参加   | 不参加   |
| 2002   | 予選敗退           | 予選敗退 | 予選敗退 | 予選敗退 | 予選敗退 | 予選敗退 | 予選敗退 |
| 2004   | 不参加             | 不参加   | 不参加   | 不参加   | 不参加   | 不参加   | 不参加   |
| 2006   | グループリーグ敗退 | 3        | 0        | 1        | 2        | 4        | 7        |
| 2008   | 予選敗退           | 予選敗退 | 予選敗退 | 予選敗退 | 予選敗退 | 予選敗退 | 予選敗退 |
| 2010   | 予選敗退           | 予選敗退 | 予選敗退 | 予選敗退 | 予選敗退 | 予選敗退 | 予選敗退 |
| 2012   | グループリーグ敗退 | 3        | 1        | 0        | 2        | 2        | 10       |
| 2014   | 不参加             | 不参加   | 不参加   | 不参加   | 不参加   | 不参加   | 不参加   |
| 合計   | 3/11               | 11       | 2        | 3        | 6        | 14       | 31       |

## FIFAランキング
- 初登場 - 90位(2003年12月)
- 最高順位 - 85位(2009年6月)
- 最低順位 - 111位(2011年12月)